# The Scientists
The Scientists este o formație de post-punk din Perth, Australia, condusă de Kim Salmon. Trupa s-a numit inițial Extermiantors și mai înainte Invaders.